# Gene drive

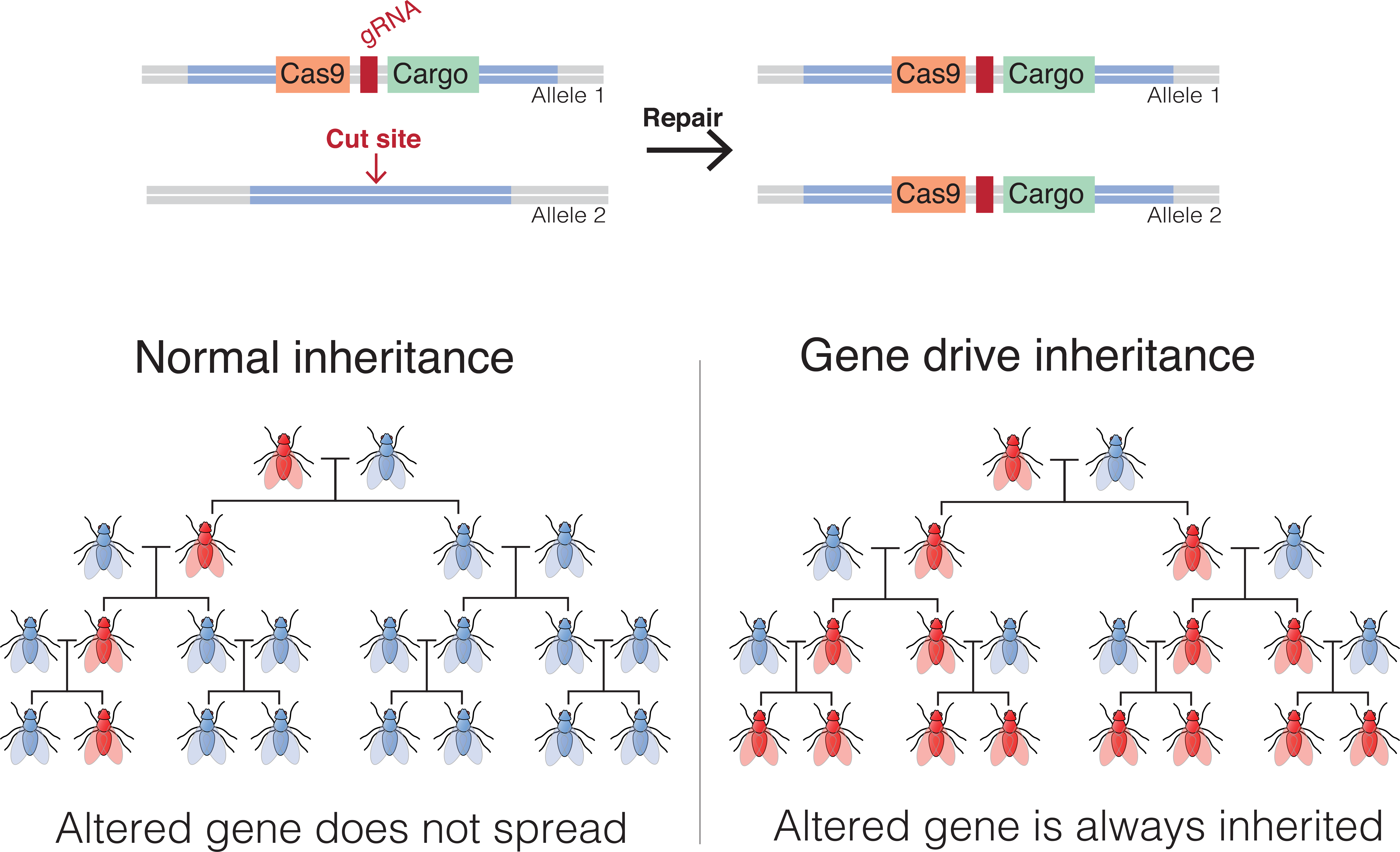
Schemat porównawczy dziedziczenia w genetyce mendlowskiej i gene drive

Gene drive (nadpisywarka genów, nadpisywanie genu, dosłownie: napęd genowy) – mechanizm inżynierii genetycznej polegający na zakodowaniu w DNA danego osobnika systemu edycji genomu CRISPR/CAS9 z ustawieniem go na edycję danego wariantu niepożądanego genu. Dzięki temu u potomków tego osobnika zachodzi automatyczne (bez udziału genetyków) nadpisywanie niepożądanego wariantu genu pożądanym. Automatycznie dopisywany jest do DNA też systemu edycji genomu tak by w kolejnych pokoleniach zachodziło to samo. Niepożądany wariant genu potomek może dostać od drugiego rodzica który nie był poddany modyfikacjom genetycznym. Gene drive pozwala złamać prawa dziedziczenia Mendla, które mówią, że połowę allei potomek dostaje od jednego rodzica. Dzięki Gene drive cecha recesywna zawsze się ujawni (bo allel dominujący zostanie zastąpiony recesywnym). Gene drive w końcu doprowadzi do rozpowszechnienia się danego wariantu genu w całej populacji.

## Potencjalne wykorzystanie
Rozważa się też eliminację pewnych gatunków za pomocą gene drive ustawionych na nadpisanie genów kodujących płeć samic np. w przypadku komarów - w każdym kolejnym pokoleniu będzie wzrastać liczebność samców, co spowoduje, że ostatecznie gatunek wyginie bez samic. Dziennik Naukowy nazwał to "technologią, która pozwala niszczyć całe gatunki"
Rozważa się eliminację kleszczy (roznoszą boreliozę) szczurów oraz  komarów. Te ostatnie są przedmiotem modyfikacji genetycznych utrudniających przenoszenie patogenów na ludzi, co w efekcie ma spowodować zmniejszenie zachorowalności i śmiertelności u ludzi.
Są propozycje by zamiast zabijać komary uodpornić całą ich populację na malarię za pomocą gene drive. Są propozycje, by za pomocą technologii gene drive wyeliminować odporność u superchwastów i owadów na środki ochrony roślin. Rośliny i owady te będą mogły dalej żyć poza polami uprawnymi. Jest to rozwiązanie bardziej humanitarne niż likwidacja całego gatunku.  
Wojsko USA zainwestowało w rozwój tej technologii, prawdopodobnie w celu nadpisywania genów do uodpornienia na przyszłą broń biologiczną.

## Krytyka
Krytyka przyszłego użycia gene drive wynika z obaw, że gene drive może zmutować nadpisując nie te geny które powinien lub  hipotetycznie przeskoczyć na inne gatunki wklejając do nich system edycji genomu. Krytykuje się też eksterminacje gatunku jako proces nieodwracalny. Zmiany nie wyniszczające gatunku hipotetycznie można by było odwrócić drugim gene drive. Uznaje się tę technologię za mało zbadaną, dlatego 160 różnych grup podpisało moratorium przeciw jej użyciu. Przeciwnicy krytykują, że jest to wypuszczenie GMO na wolność.